# Уйгуры в Узбекистане
Уйгу́ры в Узбекиста́не — немногочисленный народ в Узбекистане, появившийся там после обретения независимости Узбекистаном.

## История
Из постсоветского пространства илийские уйгуры (таранчи) заселены в Ташкенте. Кашгарлыки, которые убегали из Восточного Туркестана из-за китайской агрессии, поселились в Фергане, также большинство прописались узбеками, чтобы в будущем их дети могли учиться в школах, университетах, а также получить работу.
Уйгуры в Узбекистане подвергаются сильной культурной и политической ассимиляции, особенно в пост-советское время.

## Численность
Численность уйгурской общины неизвестна. Согласно переписи в 1989 году, в Узбекской ССР проживало почти 36 000 уйгуров, (0,2 % населения), и с тех пор полноценных переписей не проводилось. Согласно статистике, в 2000 году размер уйгурской /общины составлял приблизительно 19 500 человек. Особенно много уйгуров проживает в Ташкенте, Ташкентской Сырдарьинской, Ферганской и Андижанской областях.